# Aridane Santana
Aridane Santana (* 31. März 1987 in Vecindario), auch als Aridane bekannt, ist ein spanischer Fußballspieler.

## Karriere
Aridane Santana erlernte das Fußballspielen in den Jugendmannschaften von UD Vecindario und Deportivo La Coruña. Seinen ersten Vertrag unterschrieb er 2006 bei Deportivo La Coruña. Bei dem Verein aus A Coruña spielte er in der zweiten Mannschaft. Mitte 2009 wechselte er für ein Jahr zur zweiten Mannschaft von Real Saragossa. 2010 unterschrieb er einen Vertrag beim FC Universidad Las Palmas. Der Verein aus Las Palmas de Gran Canaria spielte in der dritten spanischen Liga, der Segunda División B. Nachdem der Verein 2011 aufgelöst worden war, wechselte er zum ebenfalls in der dritten Liga spielenden CD Leganés nach Leganés. Nach einem Jahr verließ er den Klub und schloss sich Mitte 2012 dem Drittligisten CD Teneriffa an. Für den Verein der auf der kanarischen Insel Teneriffa beheimatet ist, spielte er bis Mitte 2015. Im Juli 2015 zog es ihn nach Asien. Hier unterschrieb er in Thailand einen Vertrag bei Bangkok Glass. Der Verein aus Pathum Thani spielte in der höchsten Liga des Landes, der Thai Premier League. Für BG absolvierte er 16 Erstligaspiele und schoss dabei neun Tore. 2016 kehrte er nach Spanien zurück. Hier schloss er sich dem CD Mirandés aus Miranda de Ebro an. Über Albacete Balompié wechselte er Mitte 2018 zu Cultural Leonesa nach León. Von Juli 2019 bis Januar 2020 wurde er nach Indien an den Odisha FC ausgeliehen. Der Klub aus Bhubaneswar spielte in der Indian Super League. Für Odisha absolvierte er 14 Spiele. Ende Januar 2020 kehrte er nach der Ausleihe zu Leonesa zurück. Hier spielte er noch bis Mitte September 2020. Am 17. September 2020 wechselte er wieder nach Indien. Hier unterschrieb er einen Vertrag beim Hyderabad FC, der ebenfalls in der Indian Super League spielte. Im Sommer 2021 wechselte er dann zurück in seine Heimat zum Drittligisten UD Logroñés.